# 埃文斯維爾 (明尼蘇達州)
埃文斯維爾（英語：Evansville）是一個位於美國明尼蘇達州道格拉斯縣的城市。

## 人口
根據2020年美國人口普查的數據，埃文斯維爾的面積為2.04平方千米，當中陸地面積為2.03平方千米，而水域面積為0.01平方千米。當地共有人口603人，而人口密度為每平方千米296人。